# 2024 en Géorgie
Chronologie de la Géorgie
- 2020
- 2021
- 2022
- 2023
- 2024
- 2025
- 2026
- 2027
- 2028

Cet article présente les faits marquants de l'année 2024 en Géorgie ou relatifs à la Géorgie.

## Gouvernement
- President : Salome Zourabichvili
- Premier ministre : Irakli Garibachvili (Jusqu'au 8 février), Irakli Kobakhidze (à partir du 8 février)

## Évènements

### Octobre
- 26 octobre : élections législatives
- 28 octobre : manifestations pour contester les résultats des élections législatives soupçonnés d'ingérence russe.

### Novembre
- 29 novembre : nouvelles manifestations pour contester cette fois la décision du gouvernement de repousser à 2028 les négociations sur l'entrée de la Géorgie dans l'Union européenne

### Décembre
- 14 décembre : élection présidentielle

## Décès
- 15 février : Roger Kasparian, photographe, architecte, ingénieur et poète français d'origine arménienne mort en Géorgie
- 14 mars : Lamara Chkonia, soprano
- 5 juillet : Liana Issakadze, violoniste et cheffe d'orchestre soviétique puis géorgienne et allemande
- 18 septembre : Kesaria Abramidzé, blogueuse, actrice et mannequin morte assassinée